# Andrea Bucci
Andrea Bucci (* 15. März 1966 in Viareggio) ist ein italienischer Plastiker.

## Leben
Andrea Bucci wurde als Sohn eines Architekten geboren und verbrachte in seiner Kindheit viel Zeit im Atelier des Vaters, wo er mit künstlerischer Arbeit vielfältiger Art vertraut wurde. Er studierte von 1987 bis 1997 Architektur an der Universität Florenz und hat einige Jahre lang als Architekt gearbeitet. Nebenbei beschäftigte er sich seit seinem 20. Lebensjahr als Autodidakt mit der Anfertigung von Plastiken. Er hat seine Arbeit als Architekt, beendet um sich ganz der Kunst widmen zu können.
Inzwischen ist ein umfangreiches Werk entstanden, das in öffentlichen und privaten Sammlungen inner- und außerhalb Italiens gezeigt wird. Für den öffentlichen Raum gestaltete er Auftragswerke, die ihn bis in die östliche Volksrepublik China führten.
Er lebt in Lucca, wo er arbeitet und seine Arbeiten in der eigenen Privatgalerie zeigt.

## Werk
Andrea Buccis Keramik- und Bronzefiguren zeichnen sich durch Einfachheit und klare Linien aus und reichen von Kleinplastiken bis zu monumentalen Größen.
Im Ausland zeigte Bucci seine Werke erstmals im Jahre 2000 in einer vom Italienischen Kulturinstitut geförderten Ausstellung in Montreal. Im Jahr 2008 gewann er seinen ersten öffentlichen Kunstwettbewerb in Oslo, wo er sich mit der Skulptur „The Wild Buck Ride“ am Peer-Gynt-Wettbewerb beteiligte.
Private und öffentliche Sammlungen in vielen Ländern Europas und in Australien, Brasilien, Kanada, Irland, Israel, Korea, Libanon, Neuseeland, Russland, Saudi-Arabien, den Vereinigten Staaten und dem United Kingdom beinhalten Skulpturen von Andrea Bucci.

## Auszeichnungen
- 1999 und 2002: Internationaler Kunstpreis „Ermanno Casoli“.